# Alexander Alekhine
Alexander Alexandrovich Alekhine, PhD (tiếng Nga: Алекса́ндр Алекса́ндрович Але́хин, phát âm [ɐlʲɪkˈsandr ɐlʲɪkˈsandrəvʲɪtɕ ɐˈlʲexʲɪn]; 31 tháng 10 [lịch cũ 19 tháng 10] năm 1892 – 24 tháng 3 năm 1946) là vua cờ thứ tư. Ông thường được xem là một trong những kỳ thủ vĩ đại nhất trong lịch sử.
Khi vào tuổi 22, ông đã thuộc nhóm những kỳ thủ mạnh nhất thế giới. Trong suốt thập kỉ 1920, ông vô địch phần lớn các giải đấu mình tham dự. Năm 1927, ông trở thành vua cờ thứ tư sau khi đánh bại José Raúl Capablanca. Đó là trận tranh ngôi vô địch thế giới kéo dài nhất cho đến năm 1985.
Vào đầu thập niên 1930, Alekhine thống trị các giải đấu cờ và vô địch ở hai giải hàng đầu với số điểm cách biệt. Ông cũng ngồi bàn đầu tiên của đội tuyển Pháp dự 5 Olympiad cờ vua, mỗi giải đều có giải thưởng cá nhân (4 huy chương cá nhân và một giải thưởng đặc biệt). Alekhine từng đề nghị Capablanca một trận tái đấu với những điều kiện như Capablanca đã đặt ra cho ông, nhưng thương lượng không đi đến kết quả và trận tái đấu đó đã không xảy ra. Trong khi đó, Alekhine bảo vệ thành công danh hiệu vô địch một cách khá dễ dàng trước Bogoljubov năm 1929 và 1934. Ông thất bại trước Euwe năm 1935, nhưng sau đó đã lấy lại ngôi vua cờ vào năm 1937. Tuy nhiên, ở thời điểm đó, kết quả đấu giải của ông thất thường và các ngôi sao trẻ mới nổi như Keres, Fine và Botvinnik đã có ý định trở thành nhà thách đấu. Các cuộc đàm phán về một trận tranh ngôi vua cờ với Keres hoặc Botvinnik đã bị hoãn lại do Chiến tranh thế giới thứ hai diễn ra tại châu Âu năm 1939. Khi cuộc thương thuyết về trận tranh ngôi vua cờ với Botvinnik đang diễn ra năm 1946 thì Alekhine qua đời tại Bồ Đào Nha với nguyên nhân không rõ ràng.
Alekhine được biết tới với phong cách tấn công sáng tạo và sắc bén, kết hợp với kĩ năng cờ vị trí và tàn cuộc bậc thầy. Alekhine còn là một tác giả sách cờ và nhà lý thuyết được đánh giá cao, có nhiều sáng tạo đóng góp cho khai cuộc, được đặt tên cho Phòng thủ Alekhine và một số biến khai cuộc khác. Ông cũng là tác giả của một số bài tập tàn cuộc.

## Tiểu sử

### Thời thơ ấu
Alekhine sinh ra trong một gia đình khá giả ở Moskva, Nga. Cha ông Alexander Ivanovich Alekhine là một điền chủ và cũng là Privy Councilor to the conservative legislative Fourth Duma. Mẹ ông, Anisya Ivanovna Alekhina (nhũ danh Prokhorova), là con gái của một kỹ nghệ gia giàu có. Alekhine được mẹ, và sau đó là các anh chị (Alexei và Varvara), hướng dẫn chơi cờ .

### Khởi nghiệp (1902–14)

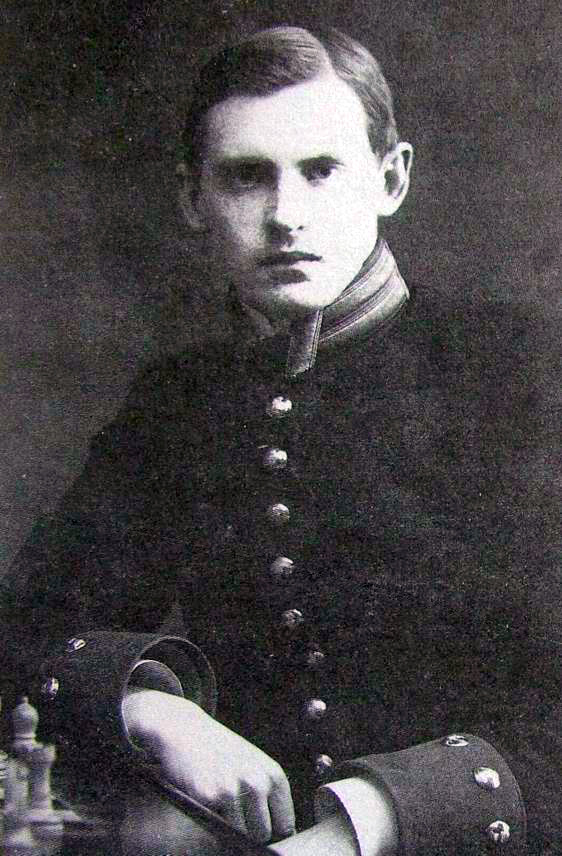
Alekhine năm 1909

Ván đấu đầu tiên được biết đến của Alekhine là tại một giải cờ thư tín bắt đầu từ 3 tháng 12 năm 1902, khi ông mới là một cậu bé 10 tuổi. Ông còn tham gia vài giải cờ thư tín khác trong khoảng thời gian 1902–11. Năm 1907, Alexander thi đấu tại một giải cờ truyền thống đầu tiên. Đó là Giải Mùa xuân của câu lạc bộ cờ Moskva. Vào cùng năm đó, Alexander đồng hạng 11–13 tại giải cờ Mùa thu của câu lạc bộ. Anh trai của ông Alexei đứng đồng hạng 4–6 ở giải này. Năm 1908, Alexander vô địch giải cờ Mùa xuân khi mới chỉ 15 tuổi . Năm 1909, ông vô địch Giải nghiệp dư toàn Nga tại Sankt-Peterburg. Trong vài năm sau đó, ông tham dự các giải đấu chất lượng hơn, một số giải ở nước ngoài. Ban đầu thì kết quả có thắng có thua, nhưng đến tuổi 16 thì ông đã khẳng định được mình là một trong những kỳ thủ Nga hàng đầu . Ông ngồi bàn đầu tiên ở hai trận đấu đồng đội giao hữu giữa hai câu lạc bộ cờ vua Moskva và Sankt Peterburg năm 1911 và 1912 (cả hai ván đều hòa với Eugene Znosko-Borovsky) . Đến cuối năm 1911, Alekhine chuyển tới Sankt Peterburg vào Trường Luật Hoàng gia dành cho quý tộc. Vào thời điểm 1912, ông là kỳ thủ mạnh nhất trong cộng đồng cờ vua ở Sankt Peterburg. Tháng 3 năm 1912, ông vô địch Giải cờ mùa đông của câu lạc bộ Sankt Peterburg. Tháng 4 năm 1912, ông vô địch Giải cờ phân hạng đầu tiên của câu lạc bộ Sankt Peterburg . Tháng 1 năm 1914, Alekhine vô địch giải cờ vua lớn đầu tiên tại Nga khi đồng hạng nhất với Aron Nimzowitsch tại Giải Kiện tướng toàn Nga ở Sankt-Peterburg. Sau đó, họ hòa nhau trong một trận đấu nhỏ để tranh giải nhất (mỗi kỳ thủ thắng một ván) . Alekhine còn chơi một số trận đấu trong giai đoạn này và kết quả thường là có thắng có thua ban đầu nhưng sau thì chiếm ưu thế trước đối thủ.

### Đại kiện tướng hàng đầu (1914–27)
Vào thời gian tháng 4-5 năm 1914, một giải cờ vua Sankt Peterburg quan trọng được tổ chức tại thủ đô của Đế quốc Nga. Alekhine về thứ ba giải này sau Lasker và Capablanca. Theo một số tài liệu thì Nga hoàng Nikolai II đã phong tặng danh hiệu "Đại kiện tướng cờ vua" cho năm kỳ thủ dẫn đầu (Lasker, Capablanca, Alekhine, Tarrasch và Marshall). Tuy nhiên, sử gia cờ vua Edward Winter đã nghi vấn về sự kiện này vì những nguồn sớm nhất đề cập đến là một bài báo của Robert Lewis Taylor tận 15 tháng 6 năm 1940 trên tạp chí The New Yorker và tự truyện của Marshall My 50 Years of Chess (Năm mươi năm chơi cờ của tôi) (1942). Thành công bất ngờ của Alekhine đã đưa ông vào danh sách ứng viên tranh ngôi vua cờ. Dù có hay không việc chính thức được phong danh hiệu, "Nhờ vào màn trình diễn đó, Alekhine trở thành một đại kiện tướng từ góc nhìn của bản thân và trong con mắt của khán giả". Tháng 7 năm 1914, Alekhine đồng hạng nhất với Marshall tại một giải ở Paris.

#### Chiến tranh thế giới thứ nhất và hậu cách mạng ở Nga
Alekhine dẫn đầu giải quốc tế Mannheim diễn ra từ tháng 7 đến tháng 8 năm 1914 với 9 thắng, 1 hòa và 1 thua, khi Chiến tranh thế giới thứ nhất nổ ra. Phần thưởng của ông ở giải này là 1100 mác (giá trị tương đương khoảng 11000 euro hiện tại). Sau khi tuyên bố chiến tranh với Nga, 11 kì thủ người Nga (Alekhine, Bogoljubov, Bogatyrchuk, Flamberg, Koppelman, Maliutin, Rabinovich, Romanovsky, Saburov, Selezniev, Weinstein) bị giữ lại ở Rastatt, Đức. Vào các ngày 14, 17 và 29 tháng 9 năm 1914, bốn trong số họ (Alekhine, Bogatyrchuk, Saburov và Koppelman) được thả và được phép trở về quê hương. Alekhine đến cuối tháng 10 năm 1914 mới trở về Nga sau khi qua đường Thụy Sĩ, Ý, London, Stockholm và Phần Lan. Peter Romanovsky là kì thủ thứ năm được thả vào năm 1915. Flamberg là kì thủ thứ sáu được trở về Warszawa năm 1916.
Khi Alekhine trở về Nga, ông đã tìm cách kiếm tiền giúp đỡ các kỳ thủ Nga còn đang bị giam cầm ở Đức bằng cách tham gia các trận đấu biểu diễn đồng loạt. Tháng 12 năm 1915, ông vô địch giải câu lạc bộ Moskva. Tháng 4 năm Alekhine thắng một trận đấu nhỏ trước Alexander Evensohn với 2 thắng 1 thua tại Kyiv. Vào mùa hè năm đó ông phục vụ cho Hội Liên hiệp các Thành phố (Union of Cities) (tiền thân của Hội Chữ thập đỏ) tại biên giới Áo. Vào tháng 9, ông thi đấu với năm đối thủ tại một trận đấu cờ tưởng tại bệnh viện quân đội Nga ở Tarnopol. Năm 1918, Alekhine vô địch giải "Triangular tournament" tại Moskva. Vào tháng 6 cùng năm, Alekhine bị Ủy ban Đặc biệt toàn Nga của Odessa giam một thời gian ngắn trong nhà lao tử tù ở Odessa do bị nghi ngờ là gián điệp. Ông bị cáo buộc có liên hệ với phe Bảo hoàng, sau khi người Nga buộc quân Đức phải rút khỏi Ukraina. Phương Tây xuất hiện tin đồn rằng Alekhine đã bị những người Bolshevik giết chết.

#### 1920–27
Khi tình hình ở Nga dần ổn định, Alekhine thể hiện ông là một trong những kì thủ Nga mạnh nhất. Ví dụ tháng 1 năm 1920, ông toàn thắng cả 11 ván tại Giải vô địch thành phố Moskva, tuy nhiên không được nhận danh hiệu vô địch do không phải công dân của thành phố. Đến tháng 10 năm 1920, tại Moskva, ông vô địch Nga với thành tích bất bại (+9 −0 =6). Giải đấu này được xem là Giải vô địch cờ vua Liên Xô đầu tiên. Anh trai ông Alexei giành hạng ba ở hạng nghiệp dư trong giải đấu này .

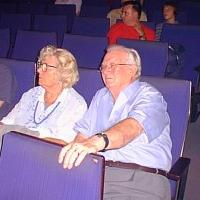
Alex (con trai Alekhine) với vợ ông năm 2003 tại Dortmund

Tháng 3 năm 1920, Alekhine cưới Alexandra Batayeva. Tuy nhiên đến năm sau họ đã li dị . Trong khoảng thời gian ngắn 1920–21, ông làm phiên dịch viên cho Đệ Tam Quốc tế và được bổ nhiệm làm thư ký ở Bộ Giáo dục. Thời gian này, ông gặp được nữ phóng viên và đại biểu của Đệ Tam Quốc tế người Thụy Sĩ Anneliese Rüegg (Annalisa Ruegg). Bà hơn ông 13 tuổi. Hai người cưới nhau vào 15 tháng 3 năm 1921. Một thời gian ngắn sau đó, Alekhine được phép rời Nga để đi thăm phương Tây với vợ mình. Ông không bao giờ còn trở lại Nga nữa. Tháng 6 năm 1921, Alekhine bỏ người vợ thứ hai ở Paris và tới Berlin .
Trong khoảng thời gian 1921–23 Alekhine có 7 trận đấu nhỏ. Năm 1921, ông thắng Grigoriev (+2 −0 =5) ở Moskva, hòa Teichmann (+2 −2 =2) và thắng Sämisch (+2 −0 =0) đều tại Berlin. Năm 1922, ông thắng Bernstein (+1 −0 =1) và Arnold Aurbach (+1 −0 =1), đều tại Paris, và Manuel Golmayo (+1 −0 =1) tại Madrid . Năm 1923, ông vượt qua André Muffang (+2 −0 =0) tại Paris .
Trong khoảng thời gian từ 1921 đến 1927, Alekhine vô địch hoặc đồng vô địch khoảng hai phần ba số giải mà ông tham dự. Những giải kém thành công nhất của ông trong thời gian này có thể kể tới: đồng hạng ba tại Vienna 1922, sau Rubinstein và Réti; hạng ba tại New York 1924, dưới cựu vua cờ Emanuel Lasker và đương kim vua cờ José Raúl Capablanca (nhưng trên nhiều danh thủ khác như Frank James Marshall, Réti, Géza Maróczy, Efim Bogoljubov, Savielly Tartakower, Frederick Yates, Edward Lasker và David Janowski) . Về mặt kĩ thuật thì lối chơi của Alekhine hay hơn hầu hết các đối thủ, kể cả Capablanca. Tuy nhiên ông kém tự tin khi đối đầu với những đối thủ chính của mình.
Mục tiêu chính của Alekhine trong suốt thời gian này là thu xếp được một trận đấu với Capablanca . Ông cho rằng trở ngại lớn nhất không phải là lối chơi của Capablanca mà là điều khoản theo "Luật London" năm 1922 (xuất phát từ yêu cầu của Capablanca). Luật này quy định rằng nhà thách đấu phải có một khoản tiền là 10 000 đô la Mỹ để làm giải thưởng, trong đó đương kim vô địch sẽ nhận được hơn một nửa dù có bị đánh bại (10 000 ngàn đô la theo thời giá năm 1927 tương đương với khoảng 391 000 đô la theo thời giá năm 2006) . Alekhine vào tháng 11 năm 1921 và Rubinstein cùng Nimzowitsch năm 1923 đã thách đấu Capablanca, nhưng không kiếm đủ khoản tiền 10 000 đô la. Kiếm đủ tiền là mục tiêu hàng đầu của Alekhine trong thời điểm này. Ông tận dụng tham dự các giải đấu, các trận đấu biểu diễn đồng loạt với mức phí nhỏ nhoi để có tiền. Tại New York ngày 27 tháng 4 năm 1924, Alekhine phá kỉ lục thế giới đánh cờ tưởng khi ông đánh đồng loạt với 26 đối thủ (kỉ lục cũ của Gyula Breyer là 25), thắng 16, hòa 5 và thua 5 trong vòng mười hai giờ đồng hồ thi đấu. Ông phá kỉ lục của chính mình vào 1 tháng 2 năm 1925 với 28 ván cờ tưởng đồng loại tại Paris, thắng 22, hòa 3 và thua 3.
Năm 1925, ông trở thành công dân Pháp và theo học tại Khoa Luật của Sorbonne. Mặc dù các nguồn thông tin không thống nhất về việc ông đã hoàn thành khóa học hay chưa, nhưng danh xưng Tiến sĩ Alekhine được biết đến từ thập niên 1930 . Luận án của ông về đề tài hệ thống nhà tù ở Trung Hoa. "Ông ấy đã từng nhận bằng luật ở Sankt Peterburg năm 1914 nhưng chẳng bao giờ sử dụng."
Tháng 10 năm 1926, ông vô địch một giải đấu ở Buenos Aires. Từ tháng 12 năm 1926 đến tháng 1 năm 1927, Alekhine thắng Max Euwe 5½–4½ trong một trận đấu. Trong năm 1927 ông cưới người vợ thứ ba Nadiezda Vasiliev (nhũ danh Fabritzky), cũng là một phụ nữ hơn tuổi. Bà là góa phụ của viên tướng Nga V. Vasiliev .

## Vô địch thế giới lần đầu tiên (1927–35)

### Trận tranh ngôi vua cờ năm 1927
Năm 1927, trận thách đấu của Alekhine trước Capablanca được một nhóm các thương gia Argentina và cả tổng thống Argentina hỗ trợ. Họ đảm bảo nguồn kinh phí cho trận đấu. Trận đấu được tổ chức ở Club Argentino de Ajedrez (Câu lạc bộ cờ vua Argentina) ở Buenos Aires. Trận đấu kéo dài từ tháng 9 đến tháng 11 năm 1927. Alekhine giành ngôi vô địch với tỉ số +6 −3 =25. Với 34 ván đấu, đây là trận tranh ngôi vua cờ kéo dài nhất cho đến trận đấu giữa Karpov và Kasparov diễn ra năm 1984. Chiến thắng của Alekhine làm toàn bộ làng cờ ngạc nhiên, bởi vì trước đó thậm chí ông chưa từng thắng Capablanca một ván nào. Sau khi Capablanca mất, bản thân Alekhine cũng bày tỏ sự ngạc nhiên với chiến thắng này. Vào thời điểm năm 1927 ông không nghĩ rằng có thể vượt qua Capablanca. Ông cho rằng Capablanca đã quá tự tin. Capablanca bước vào trận đấu mà không có sự chuẩn bị về kĩ thuật cũng như thể lực kĩ càng, trong khi đó Alekhine có được trạng thái thể lực tốt và đã nghiên cứu kĩ lối chơi của đối thủ. Theo Kasparov, Alekhine đã phát hiện ra nhiều sai lầm nhỏ nhặt của đối phương, do Capablanca thường không có được sự tập trung cao độ. Kramnik bình luận rằng đây là trận đấu đầu tiên mà Capablanca không có được một chiến thắng dễ dàng nào.

### Trận tái đấu không diễn ra
Ngay sau khi thắng trận tranh ngôi vô địch, Alekhine thông báo rằng ông muốn tạo điều kiện cho Capablanca một trận tái đấu với những điều kiện như Capablanca yêu cầu khi là vua cờ: nhà thách đấu phải cung cấp một khoản phí 10 ngàn đô la Mỹ, hơn nửa khoản tiền đó thuộc về đương kim vô địch ngay cả khi bị đánh bại . Sau khi Capablanca qua đời, Alekhine viết rằng yêu cầu 10 ngàn đô la của Capablanca nhằm hạn chế các nhà thách đấu . Cuộc thương lượng kéo dài trong vài năm và thường đổ vỡ vào khi tưởng như đã thỏa thuận thành công. Mối quan hệ của họ trở nên xấu đi. Alekhine yêu cầu những khoản phí tham dự cao hơn ở những giải đấu có Capablanca.
Đại kiện tướng Robert Byrne cho rằng Alekhine đã cố tình chọn những đối thủ yếu hơn cho các trận tranh ngôi vua cờ tiếp theo, hơn là tạo điều kiện cho Capablanca đấu trận phục thù .

### Hai lần đánh bại Bogoljubov để bảo vệ ngôi vua cờ

Alekhine (trái) gặp Bogoljubov (phải), với Emanuel Lasker (ngồi ở giữa) và một số nhân vật khác đang theo dõi

Mặc dù không đồng ý với các điều kiện tổ chức trận tái đấu với Capablanca, Alekhine lại từng hai lần bảo vệ ngôi vô địch trước Bogoljubov, "nhà thách đấu chính thức của FIDE", vào các năm 1929 and 1934. Alekhine giành chiến thắng cách biệt ở cả hai trận đấu . Trận đầu tiên được tổ chức tại Wiesbaden, Heidelberg, Berlin, The Hague và Amsterdam từ tháng 9 đến tháng 11 năm 1929. Alekhine bảo vệ được danh hiệu với tỉ số +11 −5 =9 . Từ tháng 4 đến tháng 6 năm 1934, Alekhine gặp lại Bogoljubov trong trận đấu được tổ chức tại 12 thành phố ở Đức. Lần này ông thắng với cách biệt 5 ván (+8 −3 =15) . Năm 1929, Bogoljubov đã 40 tuổi và dường như đã qua thời kì đỉnh cao .

### Chống lại Bolshevik
Sau trận tranh ngôi vua cờ, Alekhine trở về Paris và tuyên bố chống lại Bolshevik. Sau đó, Nikolai Krylenko, chủ tịch liên đoàn cờ vua Liên Xô, ra một thông báo chính thức rằng Alekhine bị coi là kẻ thù của Liên Xô. Liên đoàn cờ vua Liên Xô cắt đứt mọi quan hệ với Alexander Alekhine cho đến tận cuối thập niên 1930. Anh trai Alexei, người có quan hệ rất gần gũi với Alekhine, ngay sau đó cũng công khai từ ông và phản đối những lời phát biểu chống lại Liên Xô của ông. Hành động này của Alexei có thể hiểu được khi ông không có nhiều lựa chọn . Tháng 8 năm 1939, Alexei Alekhine bị ám sát ở Nga .

### Thống trị làng cờ
Alexander Alekhine thống trị làng cờ vào thời gian đầu thập niên 1930 . Những chiến thắng nổi tiếng nhất của ông thời gian này là ở giải San Remo 1930 (+13 =2, 3½ hơn á quân Nimzowitsch) và giải Bled 1931 (+15 =11, 5½ hơn á quân Bogoljubov). Ông cũng vô địch hầu hết các giải đấu khác, đồng hạng nhất trong hai giải. Giải đầu tiên trong thời gian này Alekhine không vô địch là giải ở Hastings 1933–34 (đồng hạng nhì, ½ điểm kém hơn Salo Flohr). Năm 1933, Alekhine áp đảo Rafael Cintron trong một trận đấu biểu diễn ở San Juan (+4 −0 =0), nhưng chỉ hòa trong trận đấu khác với Ossip Bernstein ở Paris (+1 −1 =2) .
Từ năm 1930 đến 1935, Alekhine ngồi bàn 1 cho Pháp tại bốn kì Olympiad cờ vua, giành giải đặc biệt ở Hamburg năm 1930 ; các huy chương vàng bàn 1 tại Praha năm 1931 và Folkestone năm 1933  và huy chương bạc bàn 1 tại Warszawa năm 1935 . Ván thua của ông trước kỳ thủ Latvia Hermanis Matisons tại Praha năm 1931 là ván thua đầu tiên của ông tại các giải đấu chính thức kể từ khi lên ngôi vua cờ .
Vào đầu thập niên 1930, Alekhine đi đến nhiều nơi trên thế giới để biểu diễn các trận cờ đồng loạt, gồm Hawaii, Tokyo, Manila, Singapore , Thượng Hải, Hong Kong và Đông Ấn Hà Lan. Tháng 7 năm 1933, Alekhine chơi cờ tưởng đồng loạt với 32 đối thủ (kỷ lục thế giới thời đó) tại Chicago, thắng 19, hòa 9 và thua 4 ván .
Năm 1934 Alekhine cưới người vợ thứ tư trẻ hơn ông 16 tuổi là Grace Freeman (nhũ danh Wishard). Bà là góa phụ người Mỹ của một nhà trồng trà người Anh ở Ceylon. Bà giữ quốc tịch Anh cho đến cuối đời và là vợ của Alekhine đến khi ông mất .
Vào khoảng năm 1933 Reuben Fine cho rằng Alekhine đã sử dụng một lượng lớn đồ uống có cồn . Hans Kmoch cũng viết rằng Alekhine lần đầu tiên uống nhiều trong giải đấu ở Bled năm 1931 và cũng uống rất nhiều trong trận đấu tranh ngôi vua cờ với Bogoljubov năm 1934 .

## Để mất ngôi vua cờ (1935–37)

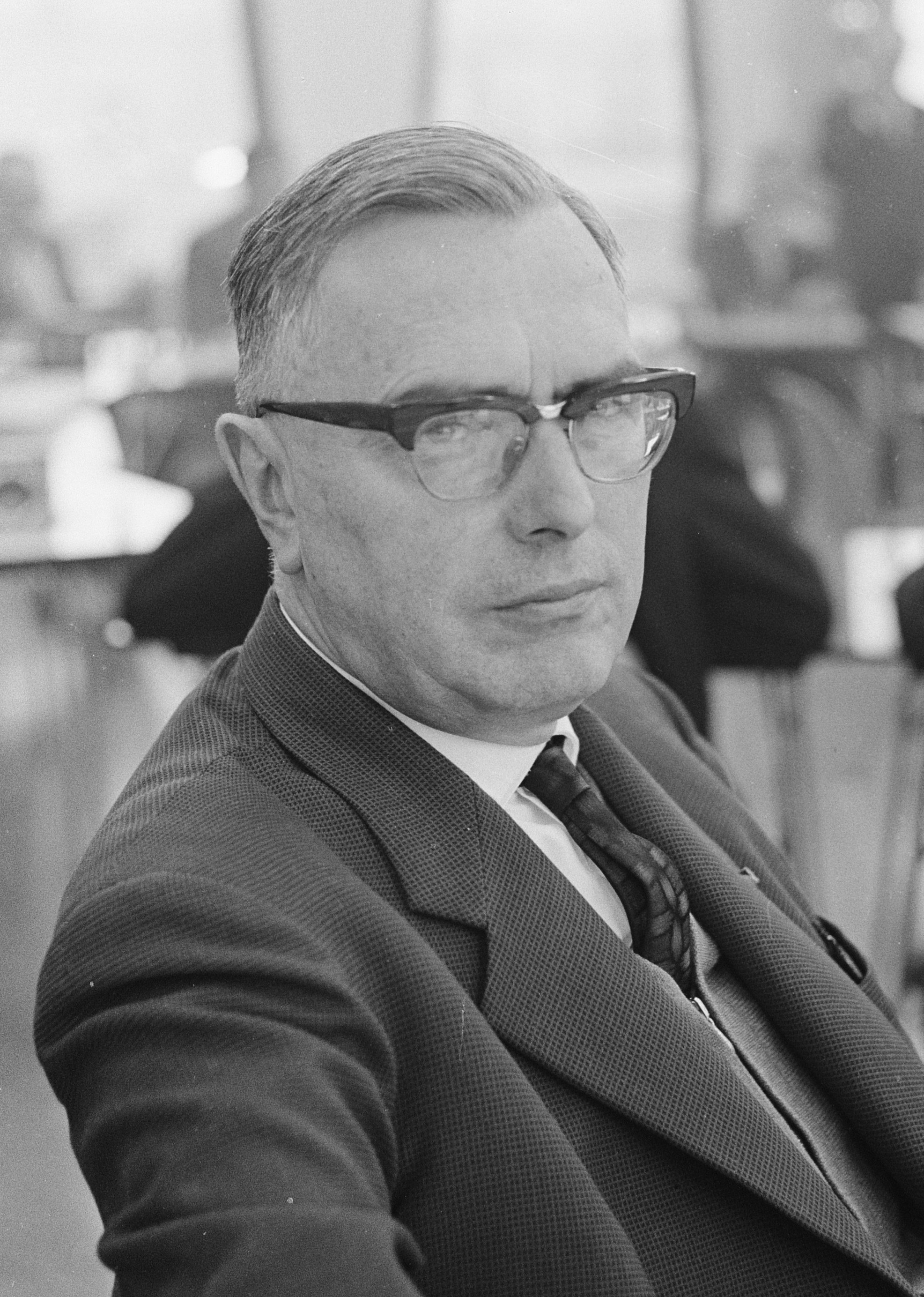
Max Euwe đã đoạt ngôi vua cờ từ tay Alekhine năm 1935 nhưng lại để thua trong trận tái đấu năm 1937.

Năm 1933, Alekhine nhận lời thách đấu ngôi vô địch thế giới của Max Euwe. Vào đầu thập niên 1930, Euwe được coi là một trong ba kỳ thủ xứng đáng trở thành nhà thách đấu (hai kỳ thủ kia là Capablanca và Flohr). Trận đấu diễn ra tại Zandvoort, Hà Lan từ ngày 3 tháng 10 năm 1935. Mặc dù Alekhine dẫn trước đến 3 ván chỉ sau 9 ván đầu tiên, nhưng từ ván 13 trở đi thì Euwe có số ván thắng gấp đôi Alekhine. Nhà thách đấu trở thành vua cờ mới vào 15 tháng 12 năm 1935 với 9 thắng, 13 hòa và 8 thua. Đây là trận tranh ngôi vô địch thế giới đầu tiên cả hai bên đều chính thức có trợ tá: Alekhine có Landau còn Euwe có Maróczy. Chiến thắng của Euwe là một bất ngờ lớn. Kmoch viết rằng trong nửa đầu trận đấu này thì Alekhine không uống rượu, nhưng sau đó thì thường làm một ly trước hầu hết các ván đấu. Tuy nhiên, Flohr, cũng là trợ tá của Euwe, cho rằng sự quá tự tin mới là nguyên nhân chính làm Alekhine thua cuộc. Bản thân Alekhine cũng phát biểu trước đó rằng ông sẽ thắng dễ dàng. Các vua cờ sau này như Smyslov, Spassky, Karpov và Kasparov khi phân tích trận đấu này để học hỏi đều kết luận rằng Euwe chiến thắng xứng đáng và chất lượng trận đấu xứng tầm một trận tranh ngôi vua cờ.
Theo Kmoch, Alekhine đã bỏ rượu hoàn toàn trong vòng năm năm kể từ trận đấu năm 1935. Trong vòng 18 tháng sau khi mất ngôi, Alekhine đã tham dự mười giải đấu với thành tích có cao có thấp: đồng vô địch với Keres tại Bad Nauheim vào tháng 5 năm 1936; vô địch Dresden tháng 6 năm 1936; hạng nhì sau Flohr tại Poděbrady tháng 7 năm 1936; hạng sáu, sau Capablanca, Botvinnik, Fine, Reshevsky và Euwe tại Nottingham tháng 8 năm 1936; hạng ba, sau Euwe và Fine tại Amsterdam tháng 10 năm 1936; đồng vô địch với Landau tại Amsterdam (Giải tứ hùng) cũng vào tháng 10 năm 1936. Ông vô địch giải Hastings đầu năm mới vào thời gian 1936/37, xếp trên Fine và Eliskases; vô địch Nice (Giải tứ hùng) vào tháng 3 năm 1937; xếp hạng ba sau Keres và Fine tại Margate tháng 4 năm 1937; đồng hạng bốn với Keres, sau Flohr, Reshevsky và Petrovs tại Kemeri vào tháng 6-7 năm 1937; đồng hạng nhì với Bogoljubov, sau Euwe tại Bad Nauheim (Giải tứ hùng) vào tháng 7 năm 1937.

## Vô địch thế giới lần thứ hai (1937–46)

### 1937–39
Max Euwe đã nhanh chóng sắp xếp trận tái đấu với Alekhine, điều mà José Raúl Capablanca đã không có được sau khi Alekhine giành ngôi vua cờ năm 1927. Alekhine lấy lại danh hiệu từ tay Euwe vào tháng 12 năm 1937 với cách biệt lớn (+10 −4 =11). Trong trận đấu được tổ chức tại Hà Lan này, trợ tá của Euwe là Fine, còn Alekhine có Erich Eliskases. Trận đấu ban đầu khá cân bằng, nhưng đến gần kết thúc thì Euwe mất phong độ với bốn ván thua trong năm ván cuối cùng . Fine chỉ ra rằng sự sụp đổ của Euwe do căng thẳng thần kinh, có thể trầm trọng hơn do những nỗ lực của Euwe nhằm duy trì một hình ảnh bình tĩnh trước mắt mọi người. Alekhine không còn chơi trận bảo vệ danh hiệu nào sau đó và giữ ngôi vua cờ cho đến khi qua đời .
Alekhine khởi đầu năm 1938 tốt đẹp với việc thắng giải Montevideo tại Carrasco (tháng 3) và tại Margate (tháng 4), đồng vô địch với George Alan Thomas tại Plymouth (tháng 9). Tuy nhiên đến tháng 11, ông chỉ đồng hạng 4–6 với Euwe và Reshevsky, xếp sau Keres, Fine và Botvinnik, xếp trên Capablanca và Flohr tại Giải cờ vua AVRO tổ chức ở Hà Lan. Giải đấu này được tổ chức tại một số thành phố của Hà Lan, mỗi vòng đánh tại một địa điểm khác nhau. Điều này có thể giải thích tại sao những kỳ thủ trẻ sung sức chiếm các thứ hạng cao, trong khi đó những kỳ thủ lớn tuổi mệt mỏi với việc di chuyển nên không có được kết quả tốt.
Ngay sau giải AVRO, Botvinnik, kỳ thủ về thứ ba, đã thách đấu Alekhine trong trận tranh ngôi vua cờ. Hai bên đã đồng ý về giải thưởng 10 000 đô la Mỹ với hai phần ba thuộc về người thắng. Nếu trận đấu được tổ chức ở Moskva thì Alekhine sẽ được mời sang ít nhất ba tháng trước đó để có thể tham dự những giải đấu khởi động. Những chi tiết khác chưa đồng thuận thì Chiến tranh thế giới thứ hai xảy ra đã cắt đứt cuộc thương thuyết. Phải đến khi kết thúc chiến tranh thì cuộc thương thuyết này mới được nối lại.
Keres, nhà vô địch AVRO, cũng thách đấu Alekhine để tranh ngôi vua cờ. Cuộc thương thảo đang tiến hành năm 1939 thì cũng bị ngắt bởi chiến tranh. Trong cuộc chiến thì quê hương của Keres, Estonia, ban đầu bị Liên Xô chiếm giữ, sau đó Đức rồi Liên Xô chiếm lại. Khi kết thúc cuộc chiến, chính quyền Xô viết cấm Keres tiếp tục thương thảo vì cho rằng ông đã cộng tác với người Đức trong thời gian họ chiếm đóng Estonia.
Alekhine ngồi bàn đầu của đội tuyển Pháp tại Olympiad cờ vua lần thứ 8 ở Buenos Aires năm 1939 khi Chiến tranh thế giới thứ hai nổ ra ở châu Âu. Đội trưởng của các đội tuyển, với vai trò chủ đạo của Alekhine (Pháp), Tartakower (Ba Lan) và Becker (Đức), cùng với chủ tịch Liên đoàn cờ vua Argentina, de Muro, đã quyết định tiếp tục tiến hành Olympiad.
Alekhine giành huy chương bạc cá nhân (toàn giải hai giai đoạn ông bất bại với 9 thắng 7 hoà), xếp sau Capablanca (kết quả cá nhân chỉ tính thành tích ở giai đoạn hai). Không lâu sau Olympiad, Alekhine thống trị các giải cờ ở Montevideo (7/7) và Caracas (10/10).
Vào cuối tháng 8 năm 1939, cả Alekhine và Capablanca đều viết cho Augusto de Muro về trận tái đấu tranh ngôi vua cờ có thể xảy ra.

### Chiến tranh thế giới thứ hai (1939–45)
Không như nhiều kỳ thủ tham dự Olympiad cờ vua 1939, Alekhine trở lại châu Âu vào tháng 1 năm 1940. Sau một thời gian ngắn ở Bồ Đào Nha, ông gia nhập quân đội Pháp, làm một nhân viên vệ sinh.
Sau khi Pháp thất thủ (tháng 6 năm 1940), ông chạy trốn tới Marseille. Alekhine tìm cách đến Mỹ bằng việc tới Lisbon và nộp đơn xin thị thực Mỹ. Vào tháng 10 năm 1940, ông xin nhập cảnh vào Cuba, hứa sẽ đấu một trận với Capablanca. Tuy nhiên đề nghị này bị từ chối. Để bảo vệ vợ mình, Grace Alekhine, một phụ nữ Mỹ gốc Do Thái và tài sản của bà ở Pháp (một lâu đài ở Saint Aubin-le-Cauf, gần Dieppe, nơi quân Đức Quốc xã chiếm đóng), ông phải đồng ý hợp tác với người Đức. Alekhine tham dự các giải cờ ở Munich, Salzburg, Kraków/Warszawa và Praha, do Ehrhardt Post, the Chief Executive of the Nazi-controlled Grossdeutscher Schachbund ("Greater Germany Chess Federation"), tổ chức. Keres, Bogoljubov, Stoltz và một số kì thủ mạnh khác ở trong vùng bị Đức Quốc xã chiếm đóng cũng dự những giải này. Năm 1941, ông đồng hạng nhì-ba với Erik Lundin tại Giải cờ vua Munich 1941 (Europaturnier vào tháng 9, Stoltz vô địch), đồng vô địch với Paul Felix Schmidt tại Kraków/Warszawa (tháng 10) và vô địch tại Madrid (tháng 12). Vào năm tiếp theo ông vô địch tại Giải cờ vua Salzburg 1942 (tháng 6) và Munich (tháng 9. Chính quyền Quốc xã gọi giải đó là Europameisterschaft, có nghĩa là "Giải vô địch châu Âu"). Later in 1942 he won at Warsaw/Lublin/Kraków (the 3rd GG-ch; October 1942) and tied for first with Klaus Junge in Prague (Duras Jubileé; December 1942). Năm 1943 ông hòa một trấn đấu nhỏ (+1 −1) với Bogoljubov ở Warszawa (tháng 3), vô địch ở Praha (tháng 4) và đồng vô địch với Keres ở Salzburg (tháng 6).
Từ cuối năm 1943, phần lớn thời gian Alekhine ở Tây Ban Nha và Bồ Đào Nha, đại diện cho Đức trong các giải đấu. Điều này giúp ông tránh được quân Liên Xô đang chiếm lại các khu vực ở Đông Âu. Năm 1944, ông thắng sít sao trận đấu với Ramón Rey Ardid ở Zaragoza (+1 −0 =3; tháng 4) và vô địch giải ở Gijon (tháng 7). Năm 1945, ông vô địch ở Madrid (tháng 3), đồng hạng nhì với Antonio Medina ở Gijón (tháng 7; Antonio Rico vô địch), vô địch tại Sabadell (tháng 8), đồng vô địch với F. López Núñez ở Almeria (tháng 8), vô địch ở Melilla (tháng 9) và về nhì ở Caceres, xếp sau Francisco Lupi (mùa thu 1945). Trận đấu cuối cùng của Alekhine là gặp Lupi tại Estoril gần Lisbon, Bồ Đào Nha, vào tháng 1 năm 1946. Alekhine thắng 2, hòa 1 và thua 1.
Alekhine quan tâm tới sự phát triển của thần đồng cờ vua Arturo Pomar và dành tặng một chương trong quyển sách cuối cùng của mình (¡Legado! 1946) tới cậu bé. Họ từng gặp nhau ở Gijon 1944, khi Pomar mới 12 tuổi đã có ván hòa đáng nhớ trước vua cờ.

### Những năm tháng cuối đời

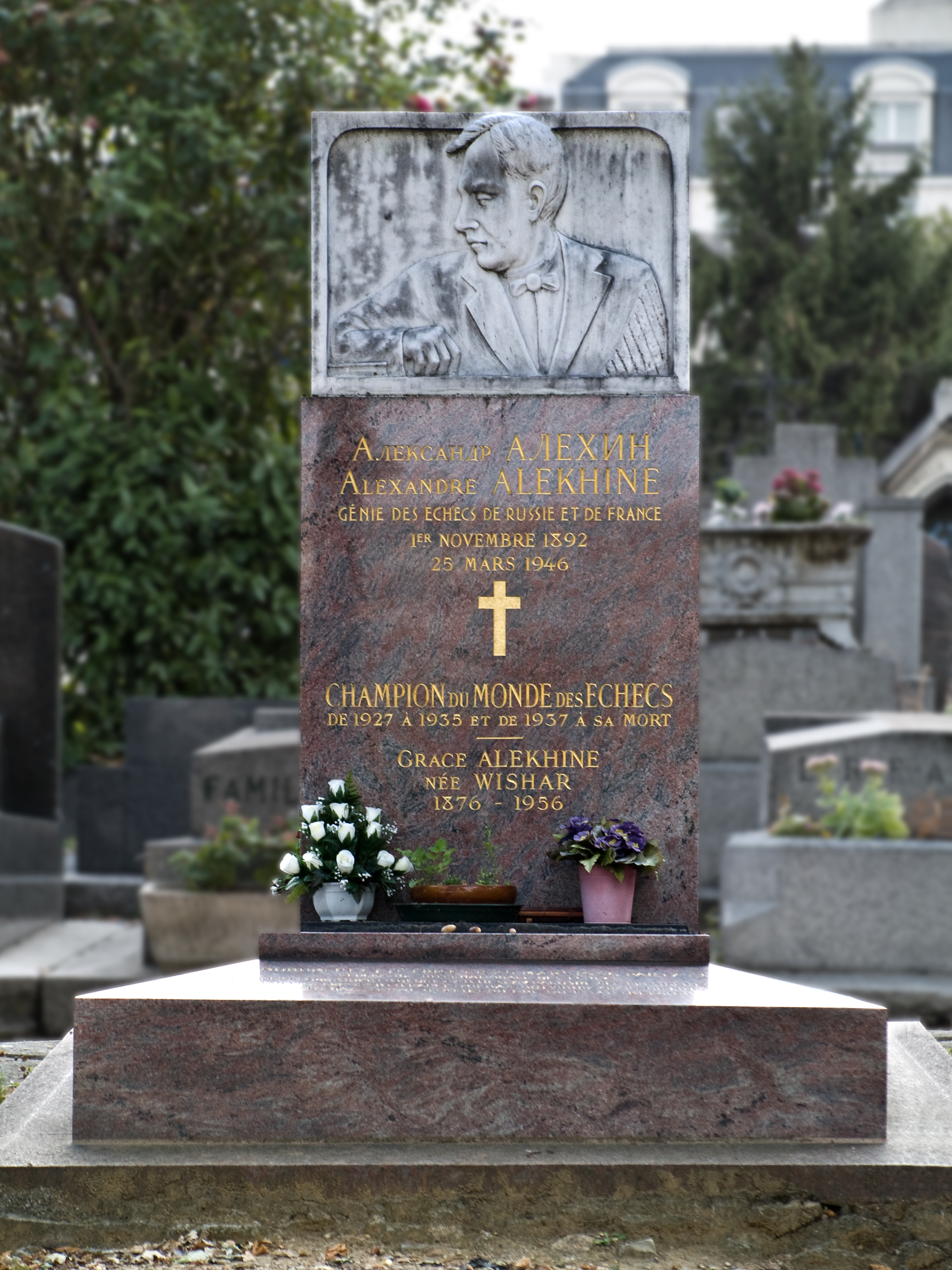
Mộ của Alexander Alekhine ở Paris, Pháp

Sau Chiến tranh thế giới thứ hai, Alekhine không còn được mời tham dự giải đấu nào ngoài bán đảo Iberia, bởi vì những cáo buộc cộng tác với Đức Quốc xã trong chiến tranh. Lời mời tham dự Giải London năm 1946 cũng bị hủy vì sự phản đối của các đấu thủ khác.
Trong khi đang chuẩn bị cho trận tranh ngôi vô địch thế giới với Botvinnik, Alekhine qua đời tại phòng khách sạn ở Estoril, Bồ Đào Nha vào ngày 24 tháng 3 năm 1946. Nguyên nhân cái chết của ông vẫn còn không rõ ràng. Nó thường được cho là do đau tim, nhưng một lá thư trên tạp chí Chess Life của một nhân chứng trong cuộc khám nghiệm tử thi cho biết nguyên nhân là nghẹn thịt. Khi khám nghiệm, người ta tìm thấy một miếng thịt dài khoảng 7–8 cm chưa nhai đã tắc ở khí quản Alekhine. Một giả thiết khác thì cho rằng một "nhóm sát nhân" của Pháp đã ám sát ông. Thời gian sau này, con trai của Alekhine, Alexander Alekhine Junior, cho rằng "bàn tay của Moskva đã nhúng vào vụ việc". Đại kiện tướng người Canada Kevin Spraggett từng sống ở Bồ Đào Nha vào cuối thập niên 1980, cũng từng nghiên cứu về cái chết của Alekhine, ủng hộ giả thuyết này. Spraggett makes a case for the manipulation of the crime scene and the autopsy by the Portuguese secret police PIDE. Ông tin rằng Alekhine bị ám sát bên ngoài phòng khách sạn, có thể do người Liên Xô thực hiện.
Đám tang của Alekhine được FIDE tài trợ. Mộ phần của ông đặt tại Nghĩa trang Montparnasse, Paris, Pháp từ năm 1956 .

## Đánh giá

### Phong cách và điểm mạnh
Các hệ thống tính thứ hạng theo thống kê có những quan điểm khác nhau về Alekhine. "Warriors of the Mind" (Các chiến binh của trí tuệ) xếp ông chỉ là kỳ thủ thứ 18 mọi thời đại và chú thích rằng những chiến thắng trước những kỳ thủ như Bogoljubov và Euwe không đủ mạnh để đưa vào xếp hạng "mọi thời đại" . Tuy nhiên trang web "Chessmetrics" lại xếp ông ở mức giữa thứ tư và thứ tám mọi thời đại, dựa vào độ dài thời gian đỉnh cao và kết luận rằng khi ở đỉnh cao thì ông mạnh hơn một chút so với Emanuel Lasker và Capablanca, chỉ yếu hơn một chút so với Botvinnik . Jeff Sonas, tác giả của trang web "Chessmetrics", đánh giá Alekhine xếp thứ sáu ở thời kì đỉnh cao nhất, so sánh tương quan với các kì thủ khác cùng thời kì và qua mọi thời đại dựa trên một mức điểm đánh giá có thể so sánh được với nhau. Ông cũng đánh giá rằng chiến thắng của Alekhine ở giải San Remo năm 1930 đứng thứ sáu về hiệu suất thi đấu as the sixth best performance ever in tournaments. Trong cuốn sách The Rating of Chessplayers, Past and Present (Hệ số của các kì thủ trong quá khứ và hiện tại) xuất bản năm 1978 của mình, Arpad Elo đã đưa ra hệ số của các kì thủ dựa trên khoảng thời gian 5 năm đỉnh cao trong sự nghiệp của họ. Ông kết luận rằng Alekhine was the joint fifth strongest player of those surveyed (tied with Paul Morphy và Vasily Smyslov), behind Capablanca, Botvinnik, Emanuel Lasker and Mikhail Tal.
Sau khi Alekhine giành lại ngôi vô địch thế giới vào năm 1937, there were several new contenders, all of whom would have been serious challengers.

### Những cáo buộc về sửa ván cờ đã đấu
Hình cờ bên phải là hình cờ không được chơi trong thực tế. Alekhine cho rằng Trắng thắng sau nước 24.Rh6, vì sau một số nước đi phức tạp Đen sẽ bị chiếu hết hoặc chuyển về tàn cuộc kém một hậu. Tuy nhiên một vài phân tích gần đây cho rằng không phải vậy. Nếu Trắng chơi 24.Rh6, Đen sẽ đáp lại 24...Bg4+! và Trắng chẳng thể nào chiếu hết Đen được. A later computer-assisted analysis concludes that White can force a win, but only by diverging from Alekhine's move sequence at move 20, while there are only three queens.
Nhà nghiên cứu lịch sử cờ Winter điều tra một ván đấu bị nghi ngờ của Alekhine khi thắng sau 15 nước bằng việc thí hậu ở Sabadell năm 1945. Một vài tấm ảnh chụp lại từ ván đấu đó cho thấy hình cờ trong ảnh khác với biên bản được công bố sau này. Điều đó dấy lên sự nghi ngờ biên bản công bố là ngụy tạo. Dù biên bản bị nghi ngờ là giả nhưng sự thực là Alekhine đã thắng đối thủ trong thực tế và ông cũng là nguồn của ván thắng 15 nước nổi tiếng mà độ xác thực bị nghi ngờ.

## Những ván cờ nổi tiếng
|   | a | b | c | d | e | f | g | h |   |
| 8 | a8 black rook · f8 black rook · h8 black king · c7 white rook · f7 white rook · g7 black pawn · a6 black bishop · e6 black pawn · f6 white knight · h6 black pawn · d5 black pawn · f5 black pawn · h5 white pawn · a4 black pawn · d4 white pawn · f4 white king · a3 white pawn · b3 black pawn · e3 white pawn · f3 white pawn · g3 white pawn · b2 white pawn | a8 black rook · f8 black rook · h8 black king · c7 white rook · f7 white rook · g7 black pawn · a6 black bishop · e6 black pawn · f6 white knight · h6 black pawn · d5 black pawn · f5 black pawn · h5 white pawn · a4 black pawn · d4 white pawn · f4 white king · a3 white pawn · b3 black pawn · e3 white pawn · f3 white pawn · g3 white pawn · b2 white pawn | a8 black rook · f8 black rook · h8 black king · c7 white rook · f7 white rook · g7 black pawn · a6 black bishop · e6 black pawn · f6 white knight · h6 black pawn · d5 black pawn · f5 black pawn · h5 white pawn · a4 black pawn · d4 white pawn · f4 white king · a3 white pawn · b3 black pawn · e3 white pawn · f3 white pawn · g3 white pawn · b2 white pawn | a8 black rook · f8 black rook · h8 black king · c7 white rook · f7 white rook · g7 black pawn · a6 black bishop · e6 black pawn · f6 white knight · h6 black pawn · d5 black pawn · f5 black pawn · h5 white pawn · a4 black pawn · d4 white pawn · f4 white king · a3 white pawn · b3 black pawn · e3 white pawn · f3 white pawn · g3 white pawn · b2 white pawn | a8 black rook · f8 black rook · h8 black king · c7 white rook · f7 white rook · g7 black pawn · a6 black bishop · e6 black pawn · f6 white knight · h6 black pawn · d5 black pawn · f5 black pawn · h5 white pawn · a4 black pawn · d4 white pawn · f4 white king · a3 white pawn · b3 black pawn · e3 white pawn · f3 white pawn · g3 white pawn · b2 white pawn | a8 black rook · f8 black rook · h8 black king · c7 white rook · f7 white rook · g7 black pawn · a6 black bishop · e6 black pawn · f6 white knight · h6 black pawn · d5 black pawn · f5 black pawn · h5 white pawn · a4 black pawn · d4 white pawn · f4 white king · a3 white pawn · b3 black pawn · e3 white pawn · f3 white pawn · g3 white pawn · b2 white pawn | a8 black rook · f8 black rook · h8 black king · c7 white rook · f7 white rook · g7 black pawn · a6 black bishop · e6 black pawn · f6 white knight · h6 black pawn · d5 black pawn · f5 black pawn · h5 white pawn · a4 black pawn · d4 white pawn · f4 white king · a3 white pawn · b3 black pawn · e3 white pawn · f3 white pawn · g3 white pawn · b2 white pawn | a8 black rook · f8 black rook · h8 black king · c7 white rook · f7 white rook · g7 black pawn · a6 black bishop · e6 black pawn · f6 white knight · h6 black pawn · d5 black pawn · f5 black pawn · h5 white pawn · a4 black pawn · d4 white pawn · f4 white king · a3 white pawn · b3 black pawn · e3 white pawn · f3 white pawn · g3 white pawn · b2 white pawn | 8 |
| 7 | a8 black rook · f8 black rook · h8 black king · c7 white rook · f7 white rook · g7 black pawn · a6 black bishop · e6 black pawn · f6 white knight · h6 black pawn · d5 black pawn · f5 black pawn · h5 white pawn · a4 black pawn · d4 white pawn · f4 white king · a3 white pawn · b3 black pawn · e3 white pawn · f3 white pawn · g3 white pawn · b2 white pawn | a8 black rook · f8 black rook · h8 black king · c7 white rook · f7 white rook · g7 black pawn · a6 black bishop · e6 black pawn · f6 white knight · h6 black pawn · d5 black pawn · f5 black pawn · h5 white pawn · a4 black pawn · d4 white pawn · f4 white king · a3 white pawn · b3 black pawn · e3 white pawn · f3 white pawn · g3 white pawn · b2 white pawn | a8 black rook · f8 black rook · h8 black king · c7 white rook · f7 white rook · g7 black pawn · a6 black bishop · e6 black pawn · f6 white knight · h6 black pawn · d5 black pawn · f5 black pawn · h5 white pawn · a4 black pawn · d4 white pawn · f4 white king · a3 white pawn · b3 black pawn · e3 white pawn · f3 white pawn · g3 white pawn · b2 white pawn | a8 black rook · f8 black rook · h8 black king · c7 white rook · f7 white rook · g7 black pawn · a6 black bishop · e6 black pawn · f6 white knight · h6 black pawn · d5 black pawn · f5 black pawn · h5 white pawn · a4 black pawn · d4 white pawn · f4 white king · a3 white pawn · b3 black pawn · e3 white pawn · f3 white pawn · g3 white pawn · b2 white pawn | a8 black rook · f8 black rook · h8 black king · c7 white rook · f7 white rook · g7 black pawn · a6 black bishop · e6 black pawn · f6 white knight · h6 black pawn · d5 black pawn · f5 black pawn · h5 white pawn · a4 black pawn · d4 white pawn · f4 white king · a3 white pawn · b3 black pawn · e3 white pawn · f3 white pawn · g3 white pawn · b2 white pawn | a8 black rook · f8 black rook · h8 black king · c7 white rook · f7 white rook · g7 black pawn · a6 black bishop · e6 black pawn · f6 white knight · h6 black pawn · d5 black pawn · f5 black pawn · h5 white pawn · a4 black pawn · d4 white pawn · f4 white king · a3 white pawn · b3 black pawn · e3 white pawn · f3 white pawn · g3 white pawn · b2 white pawn | a8 black rook · f8 black rook · h8 black king · c7 white rook · f7 white rook · g7 black pawn · a6 black bishop · e6 black pawn · f6 white knight · h6 black pawn · d5 black pawn · f5 black pawn · h5 white pawn · a4 black pawn · d4 white pawn · f4 white king · a3 white pawn · b3 black pawn · e3 white pawn · f3 white pawn · g3 white pawn · b2 white pawn | a8 black rook · f8 black rook · h8 black king · c7 white rook · f7 white rook · g7 black pawn · a6 black bishop · e6 black pawn · f6 white knight · h6 black pawn · d5 black pawn · f5 black pawn · h5 white pawn · a4 black pawn · d4 white pawn · f4 white king · a3 white pawn · b3 black pawn · e3 white pawn · f3 white pawn · g3 white pawn · b2 white pawn | 7 |
| 6 | a8 black rook · f8 black rook · h8 black king · c7 white rook · f7 white rook · g7 black pawn · a6 black bishop · e6 black pawn · f6 white knight · h6 black pawn · d5 black pawn · f5 black pawn · h5 white pawn · a4 black pawn · d4 white pawn · f4 white king · a3 white pawn · b3 black pawn · e3 white pawn · f3 white pawn · g3 white pawn · b2 white pawn | a8 black rook · f8 black rook · h8 black king · c7 white rook · f7 white rook · g7 black pawn · a6 black bishop · e6 black pawn · f6 white knight · h6 black pawn · d5 black pawn · f5 black pawn · h5 white pawn · a4 black pawn · d4 white pawn · f4 white king · a3 white pawn · b3 black pawn · e3 white pawn · f3 white pawn · g3 white pawn · b2 white pawn | a8 black rook · f8 black rook · h8 black king · c7 white rook · f7 white rook · g7 black pawn · a6 black bishop · e6 black pawn · f6 white knight · h6 black pawn · d5 black pawn · f5 black pawn · h5 white pawn · a4 black pawn · d4 white pawn · f4 white king · a3 white pawn · b3 black pawn · e3 white pawn · f3 white pawn · g3 white pawn · b2 white pawn | a8 black rook · f8 black rook · h8 black king · c7 white rook · f7 white rook · g7 black pawn · a6 black bishop · e6 black pawn · f6 white knight · h6 black pawn · d5 black pawn · f5 black pawn · h5 white pawn · a4 black pawn · d4 white pawn · f4 white king · a3 white pawn · b3 black pawn · e3 white pawn · f3 white pawn · g3 white pawn · b2 white pawn | a8 black rook · f8 black rook · h8 black king · c7 white rook · f7 white rook · g7 black pawn · a6 black bishop · e6 black pawn · f6 white knight · h6 black pawn · d5 black pawn · f5 black pawn · h5 white pawn · a4 black pawn · d4 white pawn · f4 white king · a3 white pawn · b3 black pawn · e3 white pawn · f3 white pawn · g3 white pawn · b2 white pawn | a8 black rook · f8 black rook · h8 black king · c7 white rook · f7 white rook · g7 black pawn · a6 black bishop · e6 black pawn · f6 white knight · h6 black pawn · d5 black pawn · f5 black pawn · h5 white pawn · a4 black pawn · d4 white pawn · f4 white king · a3 white pawn · b3 black pawn · e3 white pawn · f3 white pawn · g3 white pawn · b2 white pawn | a8 black rook · f8 black rook · h8 black king · c7 white rook · f7 white rook · g7 black pawn · a6 black bishop · e6 black pawn · f6 white knight · h6 black pawn · d5 black pawn · f5 black pawn · h5 white pawn · a4 black pawn · d4 white pawn · f4 white king · a3 white pawn · b3 black pawn · e3 white pawn · f3 white pawn · g3 white pawn · b2 white pawn | a8 black rook · f8 black rook · h8 black king · c7 white rook · f7 white rook · g7 black pawn · a6 black bishop · e6 black pawn · f6 white knight · h6 black pawn · d5 black pawn · f5 black pawn · h5 white pawn · a4 black pawn · d4 white pawn · f4 white king · a3 white pawn · b3 black pawn · e3 white pawn · f3 white pawn · g3 white pawn · b2 white pawn | 6 |
| 5 | a8 black rook · f8 black rook · h8 black king · c7 white rook · f7 white rook · g7 black pawn · a6 black bishop · e6 black pawn · f6 white knight · h6 black pawn · d5 black pawn · f5 black pawn · h5 white pawn · a4 black pawn · d4 white pawn · f4 white king · a3 white pawn · b3 black pawn · e3 white pawn · f3 white pawn · g3 white pawn · b2 white pawn | a8 black rook · f8 black rook · h8 black king · c7 white rook · f7 white rook · g7 black pawn · a6 black bishop · e6 black pawn · f6 white knight · h6 black pawn · d5 black pawn · f5 black pawn · h5 white pawn · a4 black pawn · d4 white pawn · f4 white king · a3 white pawn · b3 black pawn · e3 white pawn · f3 white pawn · g3 white pawn · b2 white pawn | a8 black rook · f8 black rook · h8 black king · c7 white rook · f7 white rook · g7 black pawn · a6 black bishop · e6 black pawn · f6 white knight · h6 black pawn · d5 black pawn · f5 black pawn · h5 white pawn · a4 black pawn · d4 white pawn · f4 white king · a3 white pawn · b3 black pawn · e3 white pawn · f3 white pawn · g3 white pawn · b2 white pawn | a8 black rook · f8 black rook · h8 black king · c7 white rook · f7 white rook · g7 black pawn · a6 black bishop · e6 black pawn · f6 white knight · h6 black pawn · d5 black pawn · f5 black pawn · h5 white pawn · a4 black pawn · d4 white pawn · f4 white king · a3 white pawn · b3 black pawn · e3 white pawn · f3 white pawn · g3 white pawn · b2 white pawn | a8 black rook · f8 black rook · h8 black king · c7 white rook · f7 white rook · g7 black pawn · a6 black bishop · e6 black pawn · f6 white knight · h6 black pawn · d5 black pawn · f5 black pawn · h5 white pawn · a4 black pawn · d4 white pawn · f4 white king · a3 white pawn · b3 black pawn · e3 white pawn · f3 white pawn · g3 white pawn · b2 white pawn | a8 black rook · f8 black rook · h8 black king · c7 white rook · f7 white rook · g7 black pawn · a6 black bishop · e6 black pawn · f6 white knight · h6 black pawn · d5 black pawn · f5 black pawn · h5 white pawn · a4 black pawn · d4 white pawn · f4 white king · a3 white pawn · b3 black pawn · e3 white pawn · f3 white pawn · g3 white pawn · b2 white pawn | a8 black rook · f8 black rook · h8 black king · c7 white rook · f7 white rook · g7 black pawn · a6 black bishop · e6 black pawn · f6 white knight · h6 black pawn · d5 black pawn · f5 black pawn · h5 white pawn · a4 black pawn · d4 white pawn · f4 white king · a3 white pawn · b3 black pawn · e3 white pawn · f3 white pawn · g3 white pawn · b2 white pawn | a8 black rook · f8 black rook · h8 black king · c7 white rook · f7 white rook · g7 black pawn · a6 black bishop · e6 black pawn · f6 white knight · h6 black pawn · d5 black pawn · f5 black pawn · h5 white pawn · a4 black pawn · d4 white pawn · f4 white king · a3 white pawn · b3 black pawn · e3 white pawn · f3 white pawn · g3 white pawn · b2 white pawn | 5 |
| 4 | a8 black rook · f8 black rook · h8 black king · c7 white rook · f7 white rook · g7 black pawn · a6 black bishop · e6 black pawn · f6 white knight · h6 black pawn · d5 black pawn · f5 black pawn · h5 white pawn · a4 black pawn · d4 white pawn · f4 white king · a3 white pawn · b3 black pawn · e3 white pawn · f3 white pawn · g3 white pawn · b2 white pawn | a8 black rook · f8 black rook · h8 black king · c7 white rook · f7 white rook · g7 black pawn · a6 black bishop · e6 black pawn · f6 white knight · h6 black pawn · d5 black pawn · f5 black pawn · h5 white pawn · a4 black pawn · d4 white pawn · f4 white king · a3 white pawn · b3 black pawn · e3 white pawn · f3 white pawn · g3 white pawn · b2 white pawn | a8 black rook · f8 black rook · h8 black king · c7 white rook · f7 white rook · g7 black pawn · a6 black bishop · e6 black pawn · f6 white knight · h6 black pawn · d5 black pawn · f5 black pawn · h5 white pawn · a4 black pawn · d4 white pawn · f4 white king · a3 white pawn · b3 black pawn · e3 white pawn · f3 white pawn · g3 white pawn · b2 white pawn | a8 black rook · f8 black rook · h8 black king · c7 white rook · f7 white rook · g7 black pawn · a6 black bishop · e6 black pawn · f6 white knight · h6 black pawn · d5 black pawn · f5 black pawn · h5 white pawn · a4 black pawn · d4 white pawn · f4 white king · a3 white pawn · b3 black pawn · e3 white pawn · f3 white pawn · g3 white pawn · b2 white pawn | a8 black rook · f8 black rook · h8 black king · c7 white rook · f7 white rook · g7 black pawn · a6 black bishop · e6 black pawn · f6 white knight · h6 black pawn · d5 black pawn · f5 black pawn · h5 white pawn · a4 black pawn · d4 white pawn · f4 white king · a3 white pawn · b3 black pawn · e3 white pawn · f3 white pawn · g3 white pawn · b2 white pawn | a8 black rook · f8 black rook · h8 black king · c7 white rook · f7 white rook · g7 black pawn · a6 black bishop · e6 black pawn · f6 white knight · h6 black pawn · d5 black pawn · f5 black pawn · h5 white pawn · a4 black pawn · d4 white pawn · f4 white king · a3 white pawn · b3 black pawn · e3 white pawn · f3 white pawn · g3 white pawn · b2 white pawn | a8 black rook · f8 black rook · h8 black king · c7 white rook · f7 white rook · g7 black pawn · a6 black bishop · e6 black pawn · f6 white knight · h6 black pawn · d5 black pawn · f5 black pawn · h5 white pawn · a4 black pawn · d4 white pawn · f4 white king · a3 white pawn · b3 black pawn · e3 white pawn · f3 white pawn · g3 white pawn · b2 white pawn | a8 black rook · f8 black rook · h8 black king · c7 white rook · f7 white rook · g7 black pawn · a6 black bishop · e6 black pawn · f6 white knight · h6 black pawn · d5 black pawn · f5 black pawn · h5 white pawn · a4 black pawn · d4 white pawn · f4 white king · a3 white pawn · b3 black pawn · e3 white pawn · f3 white pawn · g3 white pawn · b2 white pawn | 4 |
| 3 | a8 black rook · f8 black rook · h8 black king · c7 white rook · f7 white rook · g7 black pawn · a6 black bishop · e6 black pawn · f6 white knight · h6 black pawn · d5 black pawn · f5 black pawn · h5 white pawn · a4 black pawn · d4 white pawn · f4 white king · a3 white pawn · b3 black pawn · e3 white pawn · f3 white pawn · g3 white pawn · b2 white pawn | a8 black rook · f8 black rook · h8 black king · c7 white rook · f7 white rook · g7 black pawn · a6 black bishop · e6 black pawn · f6 white knight · h6 black pawn · d5 black pawn · f5 black pawn · h5 white pawn · a4 black pawn · d4 white pawn · f4 white king · a3 white pawn · b3 black pawn · e3 white pawn · f3 white pawn · g3 white pawn · b2 white pawn | a8 black rook · f8 black rook · h8 black king · c7 white rook · f7 white rook · g7 black pawn · a6 black bishop · e6 black pawn · f6 white knight · h6 black pawn · d5 black pawn · f5 black pawn · h5 white pawn · a4 black pawn · d4 white pawn · f4 white king · a3 white pawn · b3 black pawn · e3 white pawn · f3 white pawn · g3 white pawn · b2 white pawn | a8 black rook · f8 black rook · h8 black king · c7 white rook · f7 white rook · g7 black pawn · a6 black bishop · e6 black pawn · f6 white knight · h6 black pawn · d5 black pawn · f5 black pawn · h5 white pawn · a4 black pawn · d4 white pawn · f4 white king · a3 white pawn · b3 black pawn · e3 white pawn · f3 white pawn · g3 white pawn · b2 white pawn | a8 black rook · f8 black rook · h8 black king · c7 white rook · f7 white rook · g7 black pawn · a6 black bishop · e6 black pawn · f6 white knight · h6 black pawn · d5 black pawn · f5 black pawn · h5 white pawn · a4 black pawn · d4 white pawn · f4 white king · a3 white pawn · b3 black pawn · e3 white pawn · f3 white pawn · g3 white pawn · b2 white pawn | a8 black rook · f8 black rook · h8 black king · c7 white rook · f7 white rook · g7 black pawn · a6 black bishop · e6 black pawn · f6 white knight · h6 black pawn · d5 black pawn · f5 black pawn · h5 white pawn · a4 black pawn · d4 white pawn · f4 white king · a3 white pawn · b3 black pawn · e3 white pawn · f3 white pawn · g3 white pawn · b2 white pawn | a8 black rook · f8 black rook · h8 black king · c7 white rook · f7 white rook · g7 black pawn · a6 black bishop · e6 black pawn · f6 white knight · h6 black pawn · d5 black pawn · f5 black pawn · h5 white pawn · a4 black pawn · d4 white pawn · f4 white king · a3 white pawn · b3 black pawn · e3 white pawn · f3 white pawn · g3 white pawn · b2 white pawn | a8 black rook · f8 black rook · h8 black king · c7 white rook · f7 white rook · g7 black pawn · a6 black bishop · e6 black pawn · f6 white knight · h6 black pawn · d5 black pawn · f5 black pawn · h5 white pawn · a4 black pawn · d4 white pawn · f4 white king · a3 white pawn · b3 black pawn · e3 white pawn · f3 white pawn · g3 white pawn · b2 white pawn | 3 |
| 2 | a8 black rook · f8 black rook · h8 black king · c7 white rook · f7 white rook · g7 black pawn · a6 black bishop · e6 black pawn · f6 white knight · h6 black pawn · d5 black pawn · f5 black pawn · h5 white pawn · a4 black pawn · d4 white pawn · f4 white king · a3 white pawn · b3 black pawn · e3 white pawn · f3 white pawn · g3 white pawn · b2 white pawn | a8 black rook · f8 black rook · h8 black king · c7 white rook · f7 white rook · g7 black pawn · a6 black bishop · e6 black pawn · f6 white knight · h6 black pawn · d5 black pawn · f5 black pawn · h5 white pawn · a4 black pawn · d4 white pawn · f4 white king · a3 white pawn · b3 black pawn · e3 white pawn · f3 white pawn · g3 white pawn · b2 white pawn | a8 black rook · f8 black rook · h8 black king · c7 white rook · f7 white rook · g7 black pawn · a6 black bishop · e6 black pawn · f6 white knight · h6 black pawn · d5 black pawn · f5 black pawn · h5 white pawn · a4 black pawn · d4 white pawn · f4 white king · a3 white pawn · b3 black pawn · e3 white pawn · f3 white pawn · g3 white pawn · b2 white pawn | a8 black rook · f8 black rook · h8 black king · c7 white rook · f7 white rook · g7 black pawn · a6 black bishop · e6 black pawn · f6 white knight · h6 black pawn · d5 black pawn · f5 black pawn · h5 white pawn · a4 black pawn · d4 white pawn · f4 white king · a3 white pawn · b3 black pawn · e3 white pawn · f3 white pawn · g3 white pawn · b2 white pawn | a8 black rook · f8 black rook · h8 black king · c7 white rook · f7 white rook · g7 black pawn · a6 black bishop · e6 black pawn · f6 white knight · h6 black pawn · d5 black pawn · f5 black pawn · h5 white pawn · a4 black pawn · d4 white pawn · f4 white king · a3 white pawn · b3 black pawn · e3 white pawn · f3 white pawn · g3 white pawn · b2 white pawn | a8 black rook · f8 black rook · h8 black king · c7 white rook · f7 white rook · g7 black pawn · a6 black bishop · e6 black pawn · f6 white knight · h6 black pawn · d5 black pawn · f5 black pawn · h5 white pawn · a4 black pawn · d4 white pawn · f4 white king · a3 white pawn · b3 black pawn · e3 white pawn · f3 white pawn · g3 white pawn · b2 white pawn | a8 black rook · f8 black rook · h8 black king · c7 white rook · f7 white rook · g7 black pawn · a6 black bishop · e6 black pawn · f6 white knight · h6 black pawn · d5 black pawn · f5 black pawn · h5 white pawn · a4 black pawn · d4 white pawn · f4 white king · a3 white pawn · b3 black pawn · e3 white pawn · f3 white pawn · g3 white pawn · b2 white pawn | a8 black rook · f8 black rook · h8 black king · c7 white rook · f7 white rook · g7 black pawn · a6 black bishop · e6 black pawn · f6 white knight · h6 black pawn · d5 black pawn · f5 black pawn · h5 white pawn · a4 black pawn · d4 white pawn · f4 white king · a3 white pawn · b3 black pawn · e3 white pawn · f3 white pawn · g3 white pawn · b2 white pawn | 2 |
| 1 | a8 black rook · f8 black rook · h8 black king · c7 white rook · f7 white rook · g7 black pawn · a6 black bishop · e6 black pawn · f6 white knight · h6 black pawn · d5 black pawn · f5 black pawn · h5 white pawn · a4 black pawn · d4 white pawn · f4 white king · a3 white pawn · b3 black pawn · e3 white pawn · f3 white pawn · g3 white pawn · b2 white pawn | a8 black rook · f8 black rook · h8 black king · c7 white rook · f7 white rook · g7 black pawn · a6 black bishop · e6 black pawn · f6 white knight · h6 black pawn · d5 black pawn · f5 black pawn · h5 white pawn · a4 black pawn · d4 white pawn · f4 white king · a3 white pawn · b3 black pawn · e3 white pawn · f3 white pawn · g3 white pawn · b2 white pawn | a8 black rook · f8 black rook · h8 black king · c7 white rook · f7 white rook · g7 black pawn · a6 black bishop · e6 black pawn · f6 white knight · h6 black pawn · d5 black pawn · f5 black pawn · h5 white pawn · a4 black pawn · d4 white pawn · f4 white king · a3 white pawn · b3 black pawn · e3 white pawn · f3 white pawn · g3 white pawn · b2 white pawn | a8 black rook · f8 black rook · h8 black king · c7 white rook · f7 white rook · g7 black pawn · a6 black bishop · e6 black pawn · f6 white knight · h6 black pawn · d5 black pawn · f5 black pawn · h5 white pawn · a4 black pawn · d4 white pawn · f4 white king · a3 white pawn · b3 black pawn · e3 white pawn · f3 white pawn · g3 white pawn · b2 white pawn | a8 black rook · f8 black rook · h8 black king · c7 white rook · f7 white rook · g7 black pawn · a6 black bishop · e6 black pawn · f6 white knight · h6 black pawn · d5 black pawn · f5 black pawn · h5 white pawn · a4 black pawn · d4 white pawn · f4 white king · a3 white pawn · b3 black pawn · e3 white pawn · f3 white pawn · g3 white pawn · b2 white pawn | a8 black rook · f8 black rook · h8 black king · c7 white rook · f7 white rook · g7 black pawn · a6 black bishop · e6 black pawn · f6 white knight · h6 black pawn · d5 black pawn · f5 black pawn · h5 white pawn · a4 black pawn · d4 white pawn · f4 white king · a3 white pawn · b3 black pawn · e3 white pawn · f3 white pawn · g3 white pawn · b2 white pawn | a8 black rook · f8 black rook · h8 black king · c7 white rook · f7 white rook · g7 black pawn · a6 black bishop · e6 black pawn · f6 white knight · h6 black pawn · d5 black pawn · f5 black pawn · h5 white pawn · a4 black pawn · d4 white pawn · f4 white king · a3 white pawn · b3 black pawn · e3 white pawn · f3 white pawn · g3 white pawn · b2 white pawn | a8 black rook · f8 black rook · h8 black king · c7 white rook · f7 white rook · g7 black pawn · a6 black bishop · e6 black pawn · f6 white knight · h6 black pawn · d5 black pawn · f5 black pawn · h5 white pawn · a4 black pawn · d4 white pawn · f4 white king · a3 white pawn · b3 black pawn · e3 white pawn · f3 white pawn · g3 white pawn · b2 white pawn | 1 |
|   | a | b | c | d | e | f | g | h |   |

- Alekhine vs Yates, London 1922, Queen's Gambit Declined: Orthodox Defense. Main Line (D64) 1–0  Alekhine conjures up an attack in the endgame, and his King joins the fray.
- Efim Bogolyubov vs Alexander Alekhine, Hastings 1922, Dutch Defence, Classical Variation (A91), 0–1 This has been called one of the greatest games ever played, with some incredibly deep variations as Black prepares to queen a pawn.
- Ernst Gruenfeld vs Alexander Alekhine, Karlsbad 1923, Queen's Gambit Declined: Orthodox Defense. Rubinstein Attack (D64), 0–1 Gruenfeld makes no obvious mistakes but his slow build-up lets Alekhine take the initiative and start squeezing him off the board. Gruenfeld desperately tries to free his position and is crushed by a series of sacrifices that forces the win of a piece or checkmate.
- Richard Reti vs Alexander Alekhine, Baden Baden 1925, Hungarian Opening: Reversed Alekhine (A00), 0–1 A tactically complex game in which Alekhine unleashes a 12-move combination that wins a Knight.
- Jose Raul Capablanca vs Alexander Alekhine, World Championship match, Buenos Aires 1927, Queen's Gambit Declined (D52), 0–1 The game ends in a position with four queens on the board.
- Alexander Alekhine vs Aron Nimzowitsch, San Remo 1930, French Defence, Winawer Variation (C17), 1–0 One of the shortest games ending in a zugzwang – by the 26th move, Black is already strategically lost and has no good moves. This game also spawned the term 'Alekhine's gun' for the formation where the queen lines up behind the two rooks.
- Gideon Stahlberg vs Alexander Alekhine, Hamburg 1930, 3rd Olympiad, Nimzo-Indian Defence, Spielmann Variation (E23), 0–1 1st best game prize.
- Alexander Alekhine vs Emanuel Lasker, Zurich 1934, Queen's Gambit Declined, Orthodox Defense, Bd3 line (D67), 1–0 A short game ending with a queen sacrifice. After the tournament Lasker said: "Alekhine's attacking genius has no equal in the history of the game".
- Max Euwe vs Alexander Alekhine, World Championship Match, game 4, The Hague 1935, Grunfeld Defence, Russian Variation (D81), 0–1 Alekhine sacrifices two rooks, but traps Euwe's King in the centre, wins the queen, then finishes elegantly.

## Tác phẩm
Alekine viết hơn 20 cuốn sách về cờ vua . Một vài cuốn nổi tiếng trong số đó:
- Alekhine, Alexander (1985). My Best Games of Chess 1908–1937 (Những ván đấu hay nhất của tôi 1908–1937). Dover. ISBN 0-486-24941-7. Lần đầu tiên tác phẩm xuất bản gồm hai tập My Best Games of Chess 1908–1923 (Những ván đấu hay nhất của tôi 1908–1923) và My Best Games of Chess 1924–1937 (Những ván đấu hay nhất của tôi 1924–1937).
- Alekhine, Alexander (1968). The Book of the Hastings International Masters' Chess Tournament 1922. Dover. ISBN 0-486-21960-7.
- Alekhine, Alexander (1961). The Book of the New York International Chess Tournament 1924. Dover. ISBN 0-486-20752-8.
- Alekhine, Alexander (1962). The Book of the Nottingham International Chess Tournament. Dover. ISBN 0-486-20189-9.
- Alekhine, Alexander (1973). The World's Chess Championship, 1937. Dover. ISBN 0-486-20455-3.

Games analysis published after 1938 were edited by Edward Winter and published in 1980 in the book:
- Alekhine, Alexander & Edward Winter (1992). 107 Great Chess Battles 1939–1945. Dover. ISBN 0-486-27104-8.

## Tổng kết về kết quả thi đấu

### Các giải đấu
Dưới đây là thứ hạng và điểm số của Alekhine tại các giải đấu:
- Ký hiệu: + số ván thắng, − số ván thua, = số ván hòa

| Thời gian | Địa điểm                 | Thứ hạng | Điểm số | Điểm số  | Chú thích                                                                                      |
| --------- | ------------------------ | -------- | ------- | -------- | ---------------------------------------------------------------------------------------------- |
| 1907      | Moscow                   | 11–13    | 5½/15   | +5−9=1   | Anh trai Alexei Alekhine đồng hạng 4-6                                                         |
| 1908      | Moscow                   | vô địch  | ?       | ?        | Moscow Chess Club Spring Tournament.                                                           |
| 1908      | Düsseldorf               | 3–4      | 9/13    | +8−3=2   | 16th DSB Congress, A Tournament                                                                |
| 1908/09   | Moscow                   | 1st      | 6½/9    | +5−1=3   | Moscow Chess Club Autumn Tournament                                                            |
| 1909      | Saint Petersburg         | 1st      | 13/16   | +12−2=2  | All-Russian Amateur Tournament                                                                 |
| 1910      | Hamburg                  | 7–8      | 8½/16   | +5−4=7   | 17th DSB Congress, Schlechter won                                                              |
| 1911      | Cologne                  | 1st      | 3/3     | +3−0=0   | Quadrangular                                                                                   |
| 1911      | Carlsbad                 | 8–9      | 13½/25  | +11−9=5  | Teichmann won                                                                                  |
| 1912      | Saint Petersburg         | 1–2      | 8/9     | +8-1=0   | First Winter Tournament, lost a game to Vasily Osipovich Smyslov                               |
| 1912      | Saint Petersburg         | 1st      | 7/9     | +6−1=2 ? | Second Winter Tournament, lost a game to Boris Koyalovich                                      |
| 1912      | Stockholm                | 1st      | 8½/10   | +8−1=1   | 8th Nordic Championship, ahead of Spielmann                                                    |
| 1912      | Vilnius                  | 6–7      | 8½/18   | +7−8=3   | 7th Russian Championship (All-Russian Masters' Tournament), Rubinstein won                     |
| 1913      | Saint Petersburg         | 1–2      | 2/3     | +2−1=0   | Quadrangular, tied with Levenfish                                                              |
| 1913      | Scheveningen             | 1st      | 11½/13  | +11−1=1  | ahead of Janowski                                                                              |
| 1913/14   | Saint Petersburg         | 1–2      | 13½/17  | +13−3=1  | 8th Russian Championship (All-Russian Masters' Tournament), tied with Nimzowitsch              |
| 1914      | Saint Petersburg         | 3rd      | 10/18   | +6−4=8   | Lasker 13½, Capablanca 13, Alekhine 10, Tarrasch 8½, Marshall 8                                |
| 1914      | Paris                    | 1–2      | 2½/3    | +2−0=1   | Cafe Continental Quadrangular, tied with Marshall, third Muffang, fourth Hallegua              |
| 1914      | Mannheim                 | leading  | 9½/11   | +9−1=1   | 19th DSB Congress, interrupted by the start of World War I                                     |
| 1915      | Moscow                   | 1st      | 10½/11  | +10−0=1  | Moscow Chess Club Championship                                                                 |
| 1919/20   | Moscow                   | 1st      | 11/11   | +11−0=0  | Moscow City Championship, not declared Moscow Champion because he was not a resident of Moscow |
| 1920      | Moscow                   | 1st      | 12/15   | +9−0=6   | later recognised as the 1st USSR Championship                                                  |
| 1921      | Triberg                  | 1st      | 7/8     | +6−0=2   | ahead of Bogoljubov                                                                            |
| 1921      | Budapest                 | 1st      | 8½/11   | +6−0=5   | ahead of Grünfeld                                                                              |
| 1921      | The Hague                | 1st      | 8/9     | +7−0=2   | ahead of Tartakower                                                                            |
| 1922      | Pistyan                  | 2–3      | 14½/18  | +12−1=5  | tied with Spielmann, behind Bogoljubov                                                         |
| 1922      | London                   | 2nd      | 11½/15  | +8−0=7   | Capablanca 13, Alekhine 11½, Vidmar 11, Rubinstein 10½                                         |
| 1922      | Hastings                 | 1st      | 7½/10   | +6−1=3   | Rubinstein 7, Bogoljubov và Thomas 4½, Tarrasch 4, Yates 2½                                    |
| 1922      | Vienna                   | 3–6      | 9/14    | +7−3=4   | Rubinstein won                                                                                 |
| 1923      | Margate                  | 2–5      | 4½/7    | +3−1=3   | Grünfeld won                                                                                   |
| 1923      | Carlsbad                 | 1–3      | 11½/17  | +9−3=5   | tied with Bogoljubov và Maróczy                                                                |
| 1923      | Portsmouth               | 1st      | 11½/12  | +11−0=1  | ahead of Vajda                                                                                 |
| 1924      | New York                 | 3rd      | 12/20   | +6−2=12  | Lasker 16, Capablanca 14½, Alekhine 12, Marshall 11, Réti 10½. Maróczy 10, Bogoljubov 9½       |
| 1925      | Paris                    | 1st      | 6½/8    | +5−0=3   | ahead of Tartakower                                                                            |
| 1925      | Bern                     | 1st      | 4/6     | +3−1=2   | Quadrangular                                                                                   |
| 1925      | Baden-Baden              | 1st      | 16/20   | +12−0=8  | ahead of Rubinstein                                                                            |
| 1925/26   | Hastings                 | 1–2      | 8½/9    | +8−0=1   | tied with Vidmar                                                                               |
| 1926      | Semmering                | 2nd      | 12½/17  | +11−3=3  | Spielmann won                                                                                  |
| 1926      | Dresden                  | 2nd      | 7/9     | +5−0=4   | Nimzowitsch won                                                                                |
| 1926      | Scarborough              | 1st      | 5½/6    | +5−0=1   | Alekhine won a play-off match against Colle 2-0                                                |
| 1926      | Birmingham               | 1st      | 5/5     | +5−0=0   | ahead of Znosko-Borovsky                                                                       |
| 1926      | Buenos Aires             | 1st      | 10/10   | +10−0=0  | ahead of Villegas và Illa                                                                      |
| 1927      | New York                 | 2nd      | 11½/20  | +5−2=13  | Capablanca 14, Alekhine 11½, Nimzowitsch 10½, Vidmar 10, Spielmann 8, Marshall 6               |
| 1927      | Kecskemét                | 1st      | 12/16   | +8−0=8   | ahead of Nimzowitsch và Steiner                                                                |
| 1929      | Bradley Beach            | 1st      | 8½/9    | +8−0=1   | ahead of Lajos Steiner                                                                         |
| 1930      | San Remo                 | 1st      | 14/15   | +13−0=2  | Nimzowitsch 10½; Rubinstein 10; Bogoljubov 9½; Yates 9                                         |
| 1931      | Nice                     | 1st      | 6/8     | +4−0=4   | consultation tournament                                                                        |
| 1931      | Bled                     | 1st      | 20½/26  | +15−0=11 | Bogoljubov 15; Nimzowitsch 14; Flohr, Kashdan, Stoltz và Vidmar 13½                            |
| 1932      | Bern                     | 1–3      | 2/3     | +2−1=0   | Quadrangular, tied with Voellmy và Naegeli                                                     |
| 1932      | Bern                     | 1st      | 12½/15  | +11−1=3  | Swiss Championship (title awarded to Hans Johner và Paul Johner)                               |
| 1932      | London                   | 1st      | 9/11    | +7−0=4   | ahead of Flohr                                                                                 |
| 1932      | Pasadena                 | 1st      | 8½/11   | +7−1=3   | ahead of Kashdan                                                                               |
| 1932      | Mexico City              | 1–2      | 8½/9    | +8−0=1   | tied with Kashdan                                                                              |
| 1933      | Paris                    | 1st      | 8/9     | +7−0=2   | ahead of Tartakower                                                                            |
| 1933/34   | Hastings                 | 2nd      | 6½/9    | +4−0=5   | Flohr 7, Alekhine and Andor Lilienthal 6½, C.H.O'D. Alexander và Eliskases 5                   |
| 1934      | Rotterdam                | 1st      | 3/3     | +3−0=0   | Quadrangular                                                                                   |
| 1934      | Zürich                   | 1st      | 13/15   | +12−1=2  | Swiss Championship (title awarded to Hans Johner)                                              |
| 1935      | Örebro                   | 1st      | 8½/9    | +8−0=1   | ahead of Lundin                                                                                |
| 1936      | Bad Nauheim              | 1–2      | 6½/9    | +4−0=5   | tied with Keres                                                                                |
| 1936      | Dresden                  | 1st      | 6½/9    | +5−1=3   | ahead of Engels                                                                                |
| 1936      | Poděbrady                | 2nd      | 12½/17  | +8−0=9   | Flohr won                                                                                      |
| 1936      | Nottingham               | 6th      | 9/14    | +6−2=6   | Botvinnik và Capablanca 10; Euwe, Fine và Reshevsky 9½                                         |
| 1936      | Amsterdam                | 3rd      | 4½/7    | +3−1=3   | Euwe và Fine won                                                                               |
| 1936      | Amsterdam                | 1–2      | 2½/3    | +2−0=1   | Quadrangular, tied with Landau                                                                 |
| 1936/37   | Hastings                 | 1st      | 8/9     | +7−0=2   | Fine 7½, Eliskases 5½, Vidmar và Feigins 4½                                                    |
| 1937      | Margate                  | 3rd      | 6/9     | +6−3=0   | tied for 1–2 were Keres và Fine                                                                |
| 1937      | Kemeri                   | 4–5      | 11½/17  | +7−1=9   | tied for 1–3 were Flohr, Petrovs và Reshevsky                                                  |
| 1937      | Bad Nauheim              | 2–3      | 3½/6    | +3−2=1   | Quadrangular, Euwe won, the other players were Bogoljubov và Sämisch                           |
| 1937      | Nice                     | 1st      | 2½/3    | +2−0=1   | Quadrangular                                                                                   |
| 1938      | Montevideo               | 1st      | 13/15   | +11−0=4  | ahead of Guimard                                                                               |
| 1938      | Margate                  | 1st      | 7/9     | +6−1=2   | ahead of Spielmann                                                                             |
| 1938      | Netherlands (ten cities) | 4–6      | 7/14    | +3−3=8   | AVRO tournament, Keres và Fine 8½; Botvinnik 7½; Alekhine, Euwe và Reshevsky 7; Capablanca 6   |
| 1939      | Montevideo               | 1st      | 7/7     | +7−0=0   | ahead of Golombek                                                                              |
| 1939      | Caracas                  | 1st      | 10/10   | +10−0=0  |                                                                                                |
| 1941      | Munich                   | 2–3      | 10½/15  | +8−2=5   | tied with Lundin, behind Stoltz                                                                |
| 1941      | Kraków, Warsaw           | 1–2      | 8½/11   | +6−0=5   | tied with Schmidt                                                                              |
| 1941      | Madrid                   | 1st      | 5/5     | +5−0=0   |                                                                                                |
| 1942      | Salzburg                 | 1st      | 7½/10   | +7−2=1   | ahead of Keres                                                                                 |
| 1942      | Munich                   | 1st      | 8½/11   | +7−1=3   | 1st European Championship, ahead of Keres                                                      |
| 1942      | Warsaw, Lublin, Kraków   | 1st      | 7½/11   | +6−1=3   | ahead of Junge                                                                                 |
| 1942      | Prague                   | 1–2      | 8½/11   | +6−0=5   | tied with Junge                                                                                |
| 1943      | Prague                   | 1st      | 17/19   | +15−0=4  | ahead of Keres                                                                                 |
| 1943      | Salzburg                 | 1–2      | 7½/10   | +5−0=5   | tied with Keres                                                                                |
| 1944      | Gijón                    | 1st      | 7½/8    | +7−0=1   |                                                                                                |
| 1945      | Madrid                   | 1st      | 8½/9    | +8−0=1   |                                                                                                |
| 1945      | Gijón                    | 2–3      | 6½/9    | +6−2=1   | tied with Medina, behind Rico                                                                  |
| 1945      | Sabadell                 | 1st      | 7½/9    | +6−0=3   |                                                                                                |
| 1945      | Almeria                  | 1–2      | 5½/8    | +4−1=3   | tied with Lopez Nunez                                                                          |
| 1945      | Melilla                  | 1st      | 6½/7    | +6−0=1   |                                                                                                |
| 1945      | Caceres                  | 2nd      | 3½/5    | +3−1=1   | Lupi won                                                                                       |

### Các trận đấu tay đôi
Here are Alekhine's results in matches:
- Under score, + games won, − games lost, = games drawn

| Date   | Opponent              | Kết quả | Location                                                        | Score  | Score    | Notes                          |
| ------ | --------------------- | ------- | --------------------------------------------------------------- | ------ | -------- | ------------------------------ |
| 1908   | Curt von Bardeleben   | Won     | Düsseldorf                                                      | 4½/5   | +4−0=1   |                                |
| 1908   | Hans Fahrni           | Drew    | Munich                                                          | 1½/3   | +1−1=1   |                                |
| 1908   | Benjamin Blumenfeld   | Won     | Moscow                                                          | 4½/5   | +4−0=1   |                                |
| 1908   | Vladimir Nenarokov    | Lost    | Moscow                                                          | 0/3    | +0−3=0   |                                |
| 1913   | Stepan Levitsky       | Won     | Saint Petersburg                                                | 7/10   | +7−3=0   |                                |
| 1913   | Edward Lasker         | Won     | Paris, London                                                   | 3/3    | +3−0=0   |                                |
| 1913   | José Raúl Capablanca  | Lost    | Saint Petersburg                                                | 0/2    | +0−2=0   | exhibition match               |
| 1914   | Aron Nimzowitsch      | Drew    | Saint Petersburg                                                | 1/2    | +1−1=0   | play-off match                 |
| 1916   | Alexander Evensohn    | Won     | Kiev                                                            | 2/3    | +2−1=0   |                                |
| 1918   | Abram Rabinovich      | Won     | Moscow                                                          | 3½/4   | +3−0=1   |                                |
| 1918   | Boris Verlinsky       | Won     | Odessa                                                          | 6/6    | +6−0=0   |                                |
| 1920   | Nikolay Pavlov-Pianov | Drew    | Moscow                                                          | 1/2    | +1−1=0   | training match                 |
| 1921   | Nikolay Grigoriev     | Won     | Moscow                                                          | 4½/7   | +2−0=5   | training match                 |
| 1921   | Efim Bogoljubow       | Drew    | Triberg                                                         | 2/4    | +1−1=2   | "secret" training match        |
| 1921   | Richard Teichmann     | Drew    | Berlin                                                          | 3/6    | +2−2=2   |                                |
| 1921   | Friedrich Sämisch     | Won     | Berlin                                                          | 2/2    | +2−0=0   |                                |
| 1922   | Ossip Bernstein       | Won     | Paris                                                           | 1½/2   | +1−0=1   |                                |
| 1922   | Arnold Aurbach        | Won     | Paris                                                           | 1½/2   | +1−0=1   |                                |
| 1922   | Manuel Golmayo        | Won     | Madrid                                                          | 1½/2   | +1−0=1   |                                |
| 1923   | André Muffang         | Won     | Paris                                                           | 2/2    | +2−0=0   |                                |
| 1926   | Edgar Colle           | Won     | Scarborough                                                     | 2/2    | +2−0=0   | play-off match                 |
| 1926/7 | Max Euwe              | Won     | Amsterdam                                                       | 5½/10  | +3−2=5   |                                |
| 1927   | José Raúl Capablanca  | Won     | Buenos Aires                                                    | 18½/34 | +6−3=25  | Alekhine became world champion |
| 1927   | Charles Jaffe         | Won     | New York                                                        | 2/2    | +2−0=0   | exhibition match               |
| 1929   | Efim Bogoljubow       | Won     | Wiesbaden, Berlin, Amsterdam                                    | 15½/25 | +11−5=9  | retained world championship    |
| 1933   | Rafael Cintron        | Won     | San Juan                                                        | 4/4    | +4−0=0   | exhibition match               |
| 1933   | Ossip Bernstein       | Drew    | Paris                                                           | 2/4    | +1−1=2   |                                |
| 1934   | Efim Bogoljubow       | Won     | Baden-Baden, Villingen, Pforzheim, Bayreuth, Kissingen, Berlin  | 15½/25 | +8−3=15  | retained world championship    |
| 1935   | Max Euwe              | Lost    | Amsterdam, The Hague, Utrecht                                   | 14½/30 | +8−9=13  | lost world championship        |
| 1937   | Max Euwe              | Won     | Rotterdam, Haarlem, Leiden, Zwolle, Amsterdam, Delft, The Hague | 15½/25 | +10−4=11 | regained world championship    |
| 1937   | Max Euwe              | Lost    | The Hague                                                       | 2/5    | +1−2=2   | exhibition match               |
| 1941   | Lopez Esnaola         | Won     | Vitoria                                                         | 2/2    | +2−0=0   |                                |
| 1943   | Efim Bogoljubow       | Drew    | Warsaw                                                          | 1/2    | +1−1=0   |                                |
| 1944   | Ramón Rey Ardid       | Won     | Zaragoza                                                        | 2½/4   | +1−0=3   |                                |
| 1946   | Francisco Lupi        | Won     | Estoril                                                         | 2½/4   | +2−1=1   |                                |

### Kết quả tại các Olympiad cờ vua
Dưới đây là kết quả của Alekhine tại các Olympiad cờ vua. Ông đều ngồi bàn đầu của Pháp tại tất cả các giải đấu.
- Ký hiệu ở điểm số: + ván thắng, − ván thua, = ván hòa

| Thời gian | Địa điểm     | Lần | Điểm số        | Điểm số | Chú thích |
| --------- | ------------ | --- | -------------- | ------- | --- |
| 1930      | Hamburg      | 3   | 9/9            | +9−0=0  | Alekhine giành giải đặc biệt cho ván đấu với Gideon Ståhlberg (Thụy Điển). Ông không được nhận huy chương do thi đấu ít ván (trên tổng số 17 ván) . |
| 1931      | Prague       | 4   | 13½/18         | +10−1=7 | Alekhine giành huy chương vàng bàn 1. Ván thua trước Hermanis Matisons (Latvia) là ván thua đầu tiên của ông trong các giải đấu kể từ khi trở thành vua cờ. |
| 1933      | Folkestone   | 5   | 9½/12          | +8−1=3  | Alekhine giành huy chương vàng bàn 1. Ván thua trước Savielly Tartakower (Ba Lan) là ván thua thứ hai, cũng là cuối cùng của ông ở các Olympiad. |
| 1935      | Warsaw       | 6   | 12/17          | +7−0=10 | Alekhine giành huy chương bạc bàn 1 (Salo Flohr của Tiệp Khắc giành huy chương vàng với điểm số 13/17). |
| 1939      | Buenos Aires | 8   | 7½/10 (12½/16) | +9−0=7  | Alekhine giành huy chương bạc bàn 1 (José Raúl Capablanca của Cuba giành huy chương vàng với điểm số 8½/11). Only games in the final stage were counted for awarding the medals. The first score is for the final stage, the one in parentheses is Alekhine's total score. |

## Thông tin khác
Tại thị trấn Cascais, Bồ Đào Nha, có một con phố mang tên Alekhine: Rua Alexander Alekhine. Cascais ở gần Estoril, nơi Alekhine qua đời.
Một giải cờ vua mang tên ông: Giải cờ vua Tưởng niệm Alekhine được tổ chức một vài lần và từ năm 2013 nó trở thành giải đấu thường niên, quy tụ các kỳ thủ hàng đầu thế giới tham gia.
Cuốn sách My Best Games of Chess 1924–1937 (Những ván đấu hay nhất của tôi giai đoạn 1924–1937) được dựng thành bộ phim năm 1946 A Matter of Life and Death.